# 冰隆

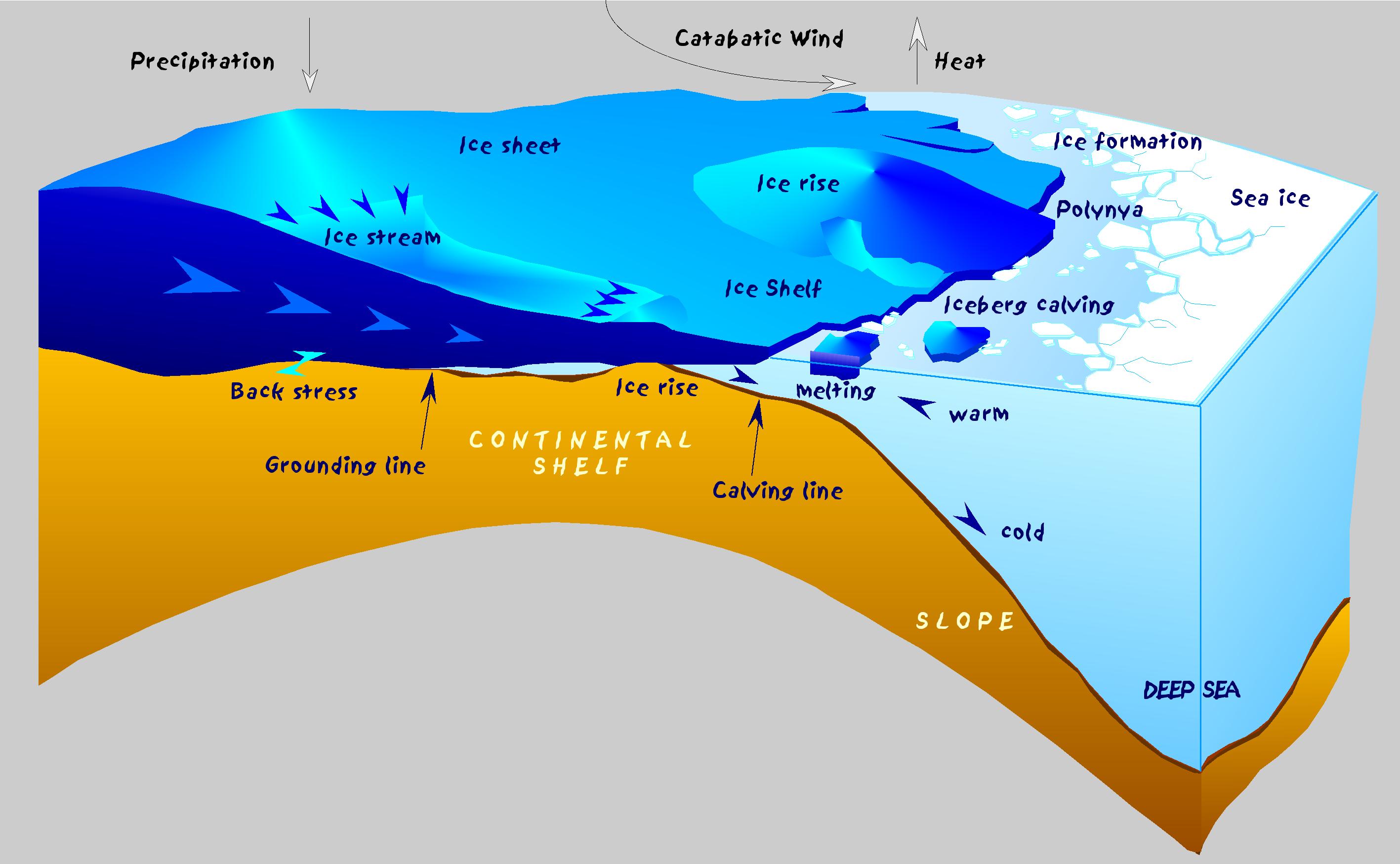

冰隆（英語：ice rise），是指冰架隆起的地區，通常較周邊地區高出100至200米，最大型的冰隆長200公里、寬50公里，面積10,000平方公里，該地貌容易與被冰架覆蓋的島嶼混淆。

## 外部連結
- Definition